# CE 사바델
CE 사바델 FC(스페인어: Centre d'Esports Sabadell Futbol Club)는 스페인의 축구 클럽으로, 카탈루냐 지방의 사바델을 연고지로 한다. 현재 프리메라 페데라시온에 참가하고 있다.

## 선수 명단

### 현역
참고: FIFA 자격 규정에 따라 소속된 국가대표팀 국기를 표시합니다. 선수는 복수의 FIFA 비회원국 국적을 가지고 있을 수 있습니다.
| 번호 | 포지션 | 국적 | 이름 |
| ---- | ------ | ---- | ---- |

| 번호 | 포지션 | 국적 | 이름                 |
| ---- | ------ | ---- | -------------------- |
| 16   | MF     |      | 아르투르 레난 보날도 |
| 23   | MF     |      | 라이언 바카요코      |

## 역대 감독
| 감독            | 임기 |
| --------------- | ---- |
| 가브리 가르시아 | 2022 |